# Mariví Blasco
Mariví Blasco (Valencia, España) es una soprano española especializada en la interpretación de música antigua y barroca.

## Discografía
- Le lacrime di Eros, con la agrupación Accademia del piacere. Contiene obras de Salamone Rossi, Benedetto Ferrari, Girolamo Frescobaldi, Claudio Monteverdi, Francesco Maria Bassani y Giovanni Battista Bovicelli.
- Geistliche Oden Und Lieder Mit Melodien de Carl Philipp Emanuel Bach. Impetus Madrid Baroque Ensemble, Yago Mahúgo al fortepiano y Mariví Blasco como soprano.
- A che Bellezza. Esta grabación en la que está acompañada por Juan Carlos Rivera con la tiorba, contiene arias y cantatas del siglo XVI escritas por Claudio Monteverdi, Benedetto Ferrari, Domenico Mazzocchi, Marco Marazzoli, Stefano Landi, Barbara Strozzi y Giulio Caccini.[2]
- Tonos Humanos del Cancionero de Mallorca y otros manuscritos. Armoniosi Concerti dirigido por Juan Carlos Rivera.